# Route 390 (Nouveau-Brunswick)
Pour les articles homonymes, voir Route 390.
La route 390 est une route locale du Nouveau-Brunswick située dans l'ouest de la province, entre la première nation de Tobique et Plaster Rock, suivant la rivière Tobique. Elle mesure 37 kilomètres, et est pavée sur toute sa longueur.

## Tracé
La 390 débute dans le territoire de la première nation de Tobique, sur la route 105. Elle commence par se diriger vers l'est pendant 17 kilomètres, en traversant Gladwyn, puis elle traverse la rivière en formant un multiplex avec la route 109. Tout juste au sud du pont, à Arthurette, elle bifurque vers l'est pour suivre la rive gauche (sud-est) de la rivière sur tout le reste de sa longueur, traversant quelques petites municipalités tel que Odell et Saint-Almo. Elle bifurque ensuite vers l'est, puis revient vers le nord à Wapske pour se terminer au sud-est de Plaster Rock, avec un échangeur avec la route 108. 

## Intersections principales
| Route 390                                                         |                 |      |                                                    |                                                          |
| Comté                                                             | Location        | km   | Intersection/Destinations                          | Notes                                                    |
| Victoria                                                          | Tobique Narrows | 0    | R-105, Grand Falls, Perth-Andover, Florenceville   | extrémité ouest de la 390                                |
| Victoria                                                          | Gladwyn         | ~10  | Chemin Peoples nord, South Tilley                  |                                                          |
| Victoria                                                          | Piccadilly      | 17   | R-109 nord, Three Brooks, Plaster Rock             | Début du multiplex avec la 109                           |
| Victoria                                                          | Arthurette      | 17.5 | Traverse de la rivière Tobique                     | Suite du multiplex avec la 109                           |
| Victoria                                                          | Arthurette      | 18   | R-109 ouest, Perth-Andover, Hillside               | Fin du multiplex avec la 109; la 390 bifurque vers l'est |
| Victoria                                                          | Wapske          | ~35  | Chemin Longley sud, Longley                        |                                                          |
| Victoria                                                          | Plaster Rock    | 37   | R-108, Grand Falls, Plaster Rock centre, Miramichi | extrémité nord de la 390                                 |
| Bleu Foncé:Échangeur // Bleu Pâle: Cours d'eau // Vert: Multiplex |                 |      |                                                    |                                                          |